# Torneo Inframundo I Femenino de Roller Derby 2022 (México)
El Torneo Inframundo I fue la primera edición de esta competencia, del deporte urbano Roller Derby. Comenzó a disputarse el 29 de octubre y finalizó el 30 de octubre, en la ciudad de Ciudad de México en el Deportivo Antonio Caso.

## Fase de grupos

### Grupo A
| Equipo       | PJ | PG | PP | PF  | PC  | Dif |
| ------------ | -- | -- | -- | --- | --- | --- |
| Capital Rats | 3  | 2  | 1  | 376 | 342 | 34  |
| Discordias   | 3  | 3  | 0  | 292 | 213 | 79  |
| MCRD         | 3  | 0  | 3  | 284 | 340 | -56 |
| Rock City    | 3  | 1  | 2  | 277 | 334 | -57 |
|              |    |    |    |     |     |     |

## Día 1
| 29 de octubre de 2023 | Discordias | 111 - 105 | Capital Rats |  |  |

| 29 de octubre de 2023 | MCRD | 104 - 118 | Rock City |  |  |

| 29 de octubre de 2023 | Rock City | 107- 129 | Capital Rats |  |  |

## Día 2
| 29 de octubre de 2023 | MCRD | 124 - 142 | Capital Rats |  |  |

| 29 de octubre de 2023 | Discordias | 101 - 52 | Rock City |  |  |

| 29 de octubre de 2023 | Discordias | 80 - 56 | MCRD |  |  |